# 静岡県の城
静岡県の城（しずおかけんのしろ）は、静岡県内にかつてあった城館をとりまとめたものである。
- 遠江国、駿河国、伊豆国と令制国別とし、各国内は現市町村コード順とする。
- 沼津市など令制国を跨ぐ場合には役所の所在地の国に含める。ただし城所在国が異なる場合には、城名の右に括弧書きで添えた。
- 城に別名がある場合は、城名の右に括弧書きで添えた。

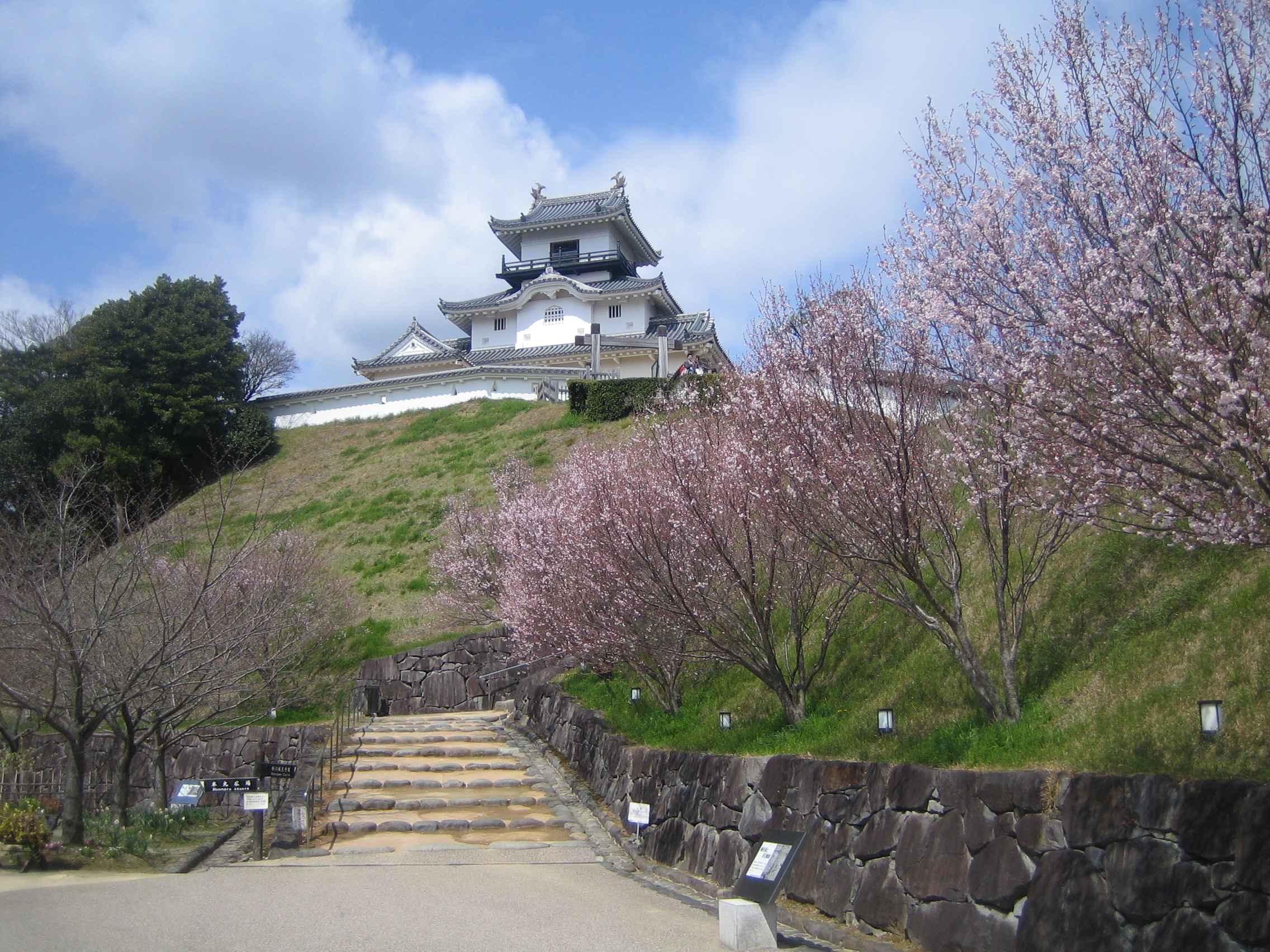
日本100名城・掛川城「木造復元天守」

## 遠江国

### 浜松市

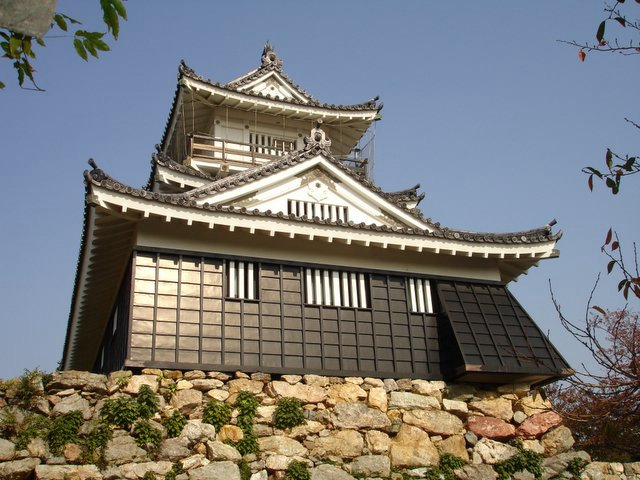
浜松城「模擬天守」

中区
- 浜松城
- 鴨江城

北区
- 三岳城
- 井伊谷城
- 刑部城
- 堀川城
- 千頭峯城
- 佐久城
- 野地城
- 土居城
- 日比沢城
- 気賀陣屋

西区
- 堀江城
- 志津城
- 大久保陣屋

浜北区
- 大平城

天竜区
- 二俣城
- 鳥羽山城
- 樽山城
- 犬居城
- 笹峰城
- 勝坂城
- 高根城
- 鶴ヶ城

### 島田市
- 諏訪原城
- 野田城(遠江国)
- 犬間城
- 岡田城
- 横岡城
- 湯日城
- 石神城
- 岸の城

### 磐田市
- 社山城
- 仲明城
- 亀井戸城
- 匂坂城
- 見付端城
- 城之崎城
- 中泉陣屋

### 掛川市

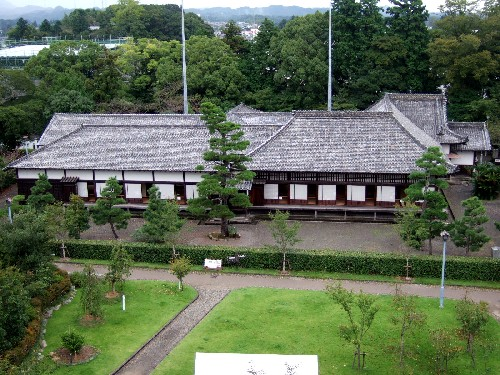
重要文化財・掛川城「現存二の丸御殿」

- 掛川城
- 高天神城
- 横須賀城
- 各和城
- 滝の谷城
- 石谷城
- 倉真城
- 松葉城
- 小笠山砦（高天神六砦の1つ）
- 能ヶ坂砦（高天神六砦の1つ）
- 火ヶ峰砦（高天神六砦の1つ）
- 中村砦（高天神六砦の1つ）
- 三井山砦（高天神六砦の1つ）
- 孕石館

### 袋井市
- 馬伏塚城
- 岡崎城
- 久野城

### 湖西市
- 宇津山城

### 御前崎市
- 比木山城
- 殿ノ山城
- 釜原城
- 舟ヶ谷城
- 高橋城
- 八幡平城

### 菊川市
- 横地城
- 富田城
- 堀田城
- 潮海寺城
- 堤城
- 堀田城
- 棚草本城山城
- 火剣山砦
- 獅子ヶ鼻砦（高天神六砦の1つ）
- 黒田代官屋敷
- 高田大屋敷

### 牧之原市
- 相良城
- 勝間田城
- 宍ヶ谷城
- 龍眼山城
- 大鐘屋敷
- 滝堺城

### 榛原郡吉田町

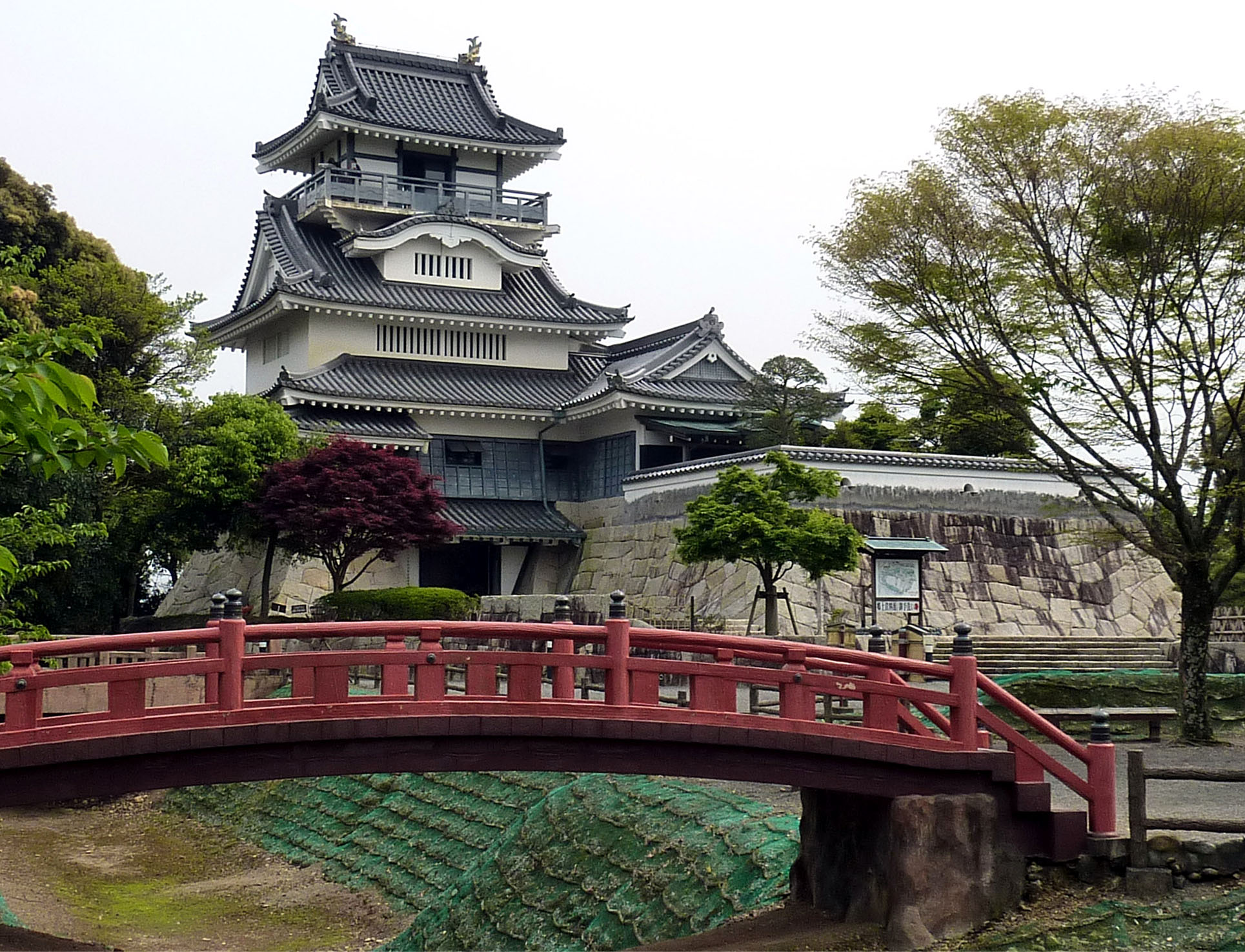
小山城「模擬天守」

- 小山城

### 榛原郡川根本町
- 小長井城
- 徳山城
- 藤川城

### 周智郡森町
- 天方城
- 飯田城
- 真田城

## 駿河国

### 静岡市

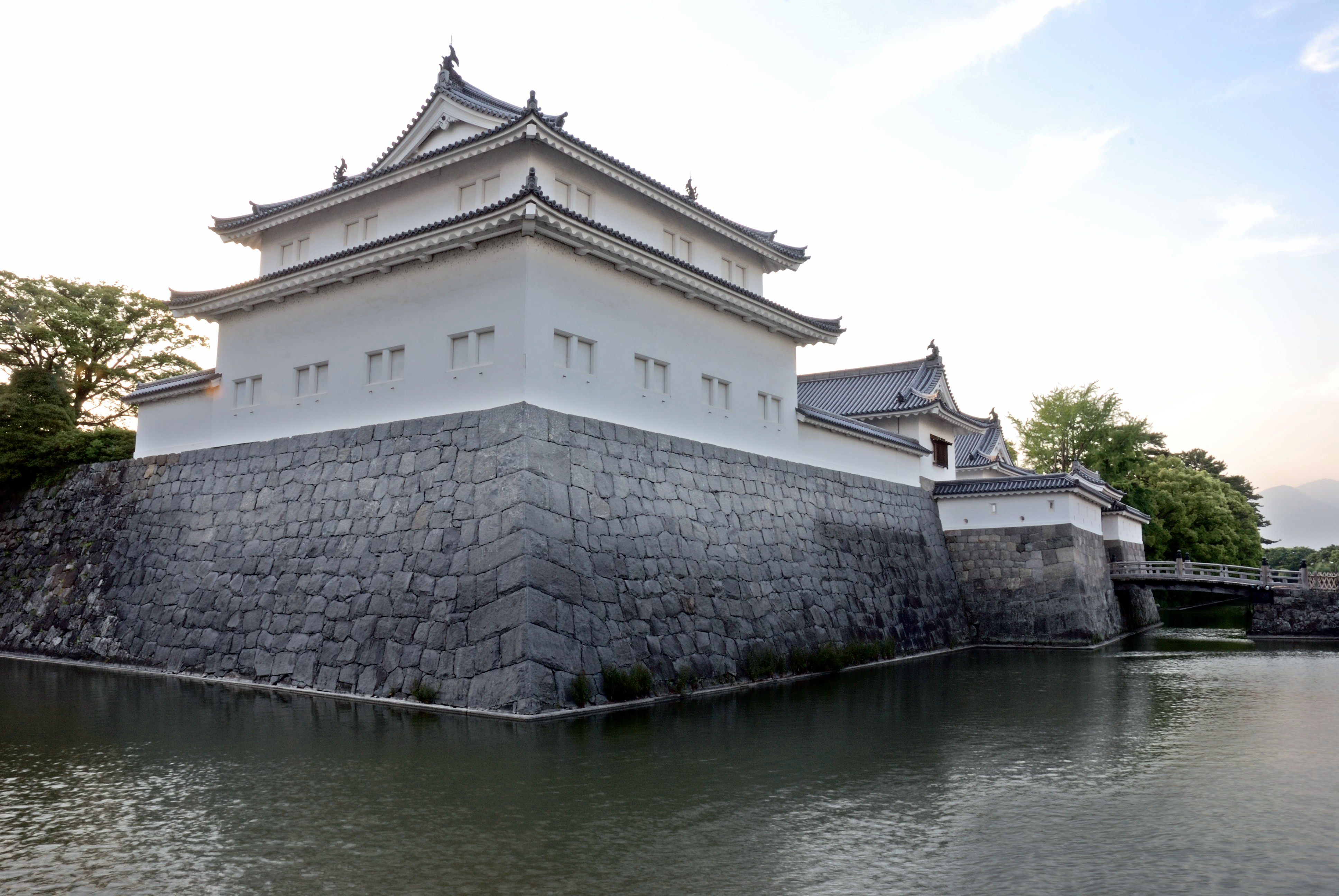
日本100名城・駿府城「復元巽櫓」

葵区
- 駿府城
- 愛宕山城
- 賤機山城
- 小瀬戸城

駿河区
- 持舟城
- 久能城（久能山城）
- 丸子城
- 八幡山城

清水区
- 清水城
- 江尻城
- 由比城
- 蒲原城
- 川入城
- 上野城
- 横山城
- 庵原山城
- 興津館
- 小島陣屋

### 沼津市
- 沼津城
- 興国寺城
- 三枚橋城
- 大平城
- 出城山城
- 長浜城（伊豆国）
- 獅子浜城
- 東熊堂砦
- 阿野館

### 富士宮市
- 大宮城
- 高原城
- 南条館

### 富士市
- 善得寺城
- 間門城
- 天神川城
- 入山瀬城

### 焼津市
- 石脇城
- 花沢城
- 方ノ上城
- 小川城 (駿河国)

### 藤枝市

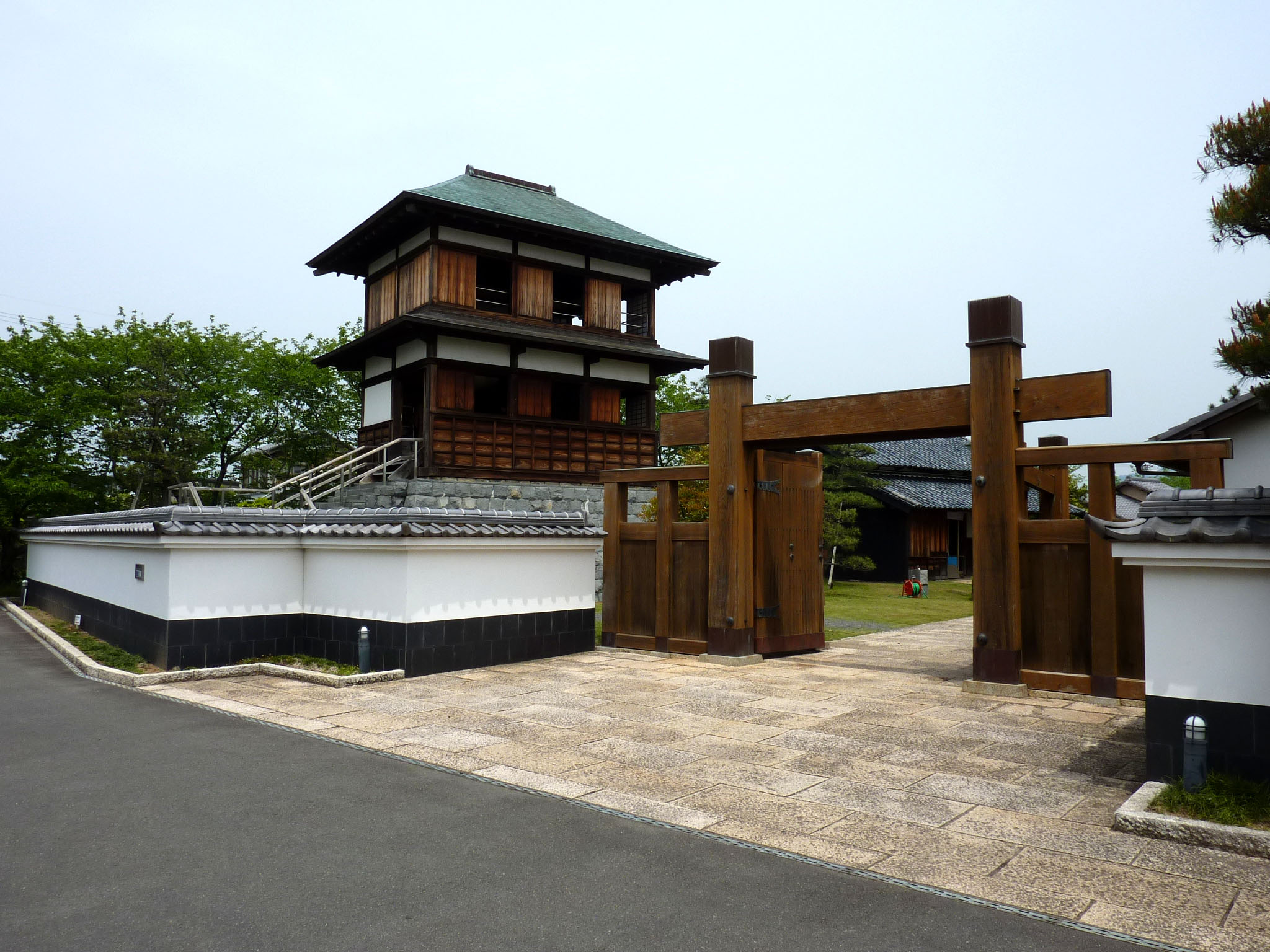
田中城「現存本丸櫓」（移築）

- 田中城
- 花倉城（葉梨城）
- 葉梨小城
- 朝日山城
- 潮城
- 朝比奈城
- 上の山城
- 岩城山砦
- 八幡山砦
- 東浦城
- 瀬戸谷城
- 滝沢西城
- 入野城
- 宮島城

### 御殿場市
- 深沢城
- 大雲院土居
- 宝持院土居

### 裾野市
- 葛山城
- 葛山館
- 金沢手城山城
- 千福城
- 大畑城
- 柏木屋敷

### 駿東郡清水町
- 泉頭城
- 戸倉城

### 駿東郡長泉町
- 長久保城
- 南一色城

### 駿東郡小山町
- 足柄城
- 一色城
- 下古城

## 伊豆国

### 三島市

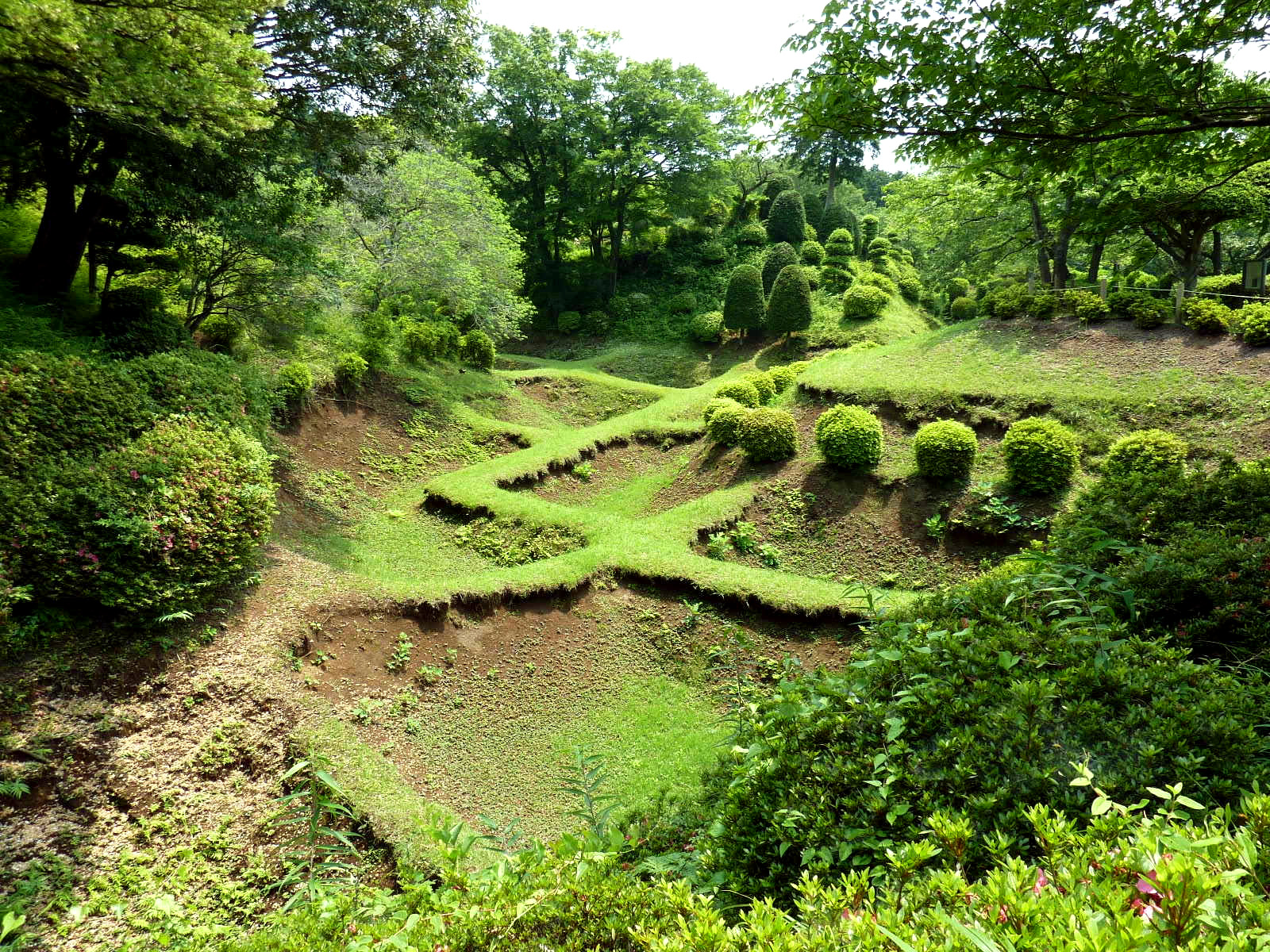
日本100名城・山中城「障子堀」

- 山中城
- 梅縄城
- 川原ヶ谷城
- 徳倉城
- 三島代官所

### 伊東市
- 鎌田城
- 宇佐美城

### 下田市
- 下田城（鵜島城）
- 深根城
- 堤坂城

### 伊豆市
- 丸山城
- 高谷城
- 狩野城
- 柏久保城
- 修善寺城
- 修善寺田代城

### 伊豆の国市
- 韮山城（龍城）
  - 江川砦
  - 天ヶ岳砦
  - 土手和田砦
  - 和田島砦
  - 金谷砦
- 守山城
- 堀越御所

### 賀茂郡河津町
- 河津城

### 賀茂郡南伊豆町
- 加納矢崎城
- 白水城

### 田方郡函南町
- 函南田代城
- 柏谷城
- 田中城